# 基謝利夫卡 (埃米利奇涅區)
50°37′56″N 28°4′56″E / 50.63222°N 28.08222°E
基謝利夫卡（烏克蘭語：Киселівка），是烏克蘭北部的村莊，隸屬日托米爾州的茲維亞赫爾區。該村面積0.29平方公里，海拔高度217米，2001年人口42，人口密度每平方公里142.86人。